# Eucalyptus
Eucalipto é o nome comum dado às espécies de um vasto e complexo gênero de plantas com flor, Eucalyptus (família Myrtaceae), e, por extensão, a gêneros próximos como Corymbia e Angophora. Predominantemente árvores, mas também arbustos, os eucaliptos são nativos da Oceania, onde formam a base da maioria das florestas e bosques da Austrália. Com mais de 700 espécies, o gênero é um dos mais diversos e ecologicamente dominantes do planeta, caracterizando a paisagem australiana de forma única.
Desde a sua descoberta pelos europeus, o eucalipto tornou-se a árvore de plantação mais difundida no mundo. Sua notável capacidade de adaptação, crescimento extremamente rápido e a versatilidade de sua madeira e óleos o converteram em um pilar da economia global, fundamental para as indústrias de celulose e papel, energia, construção civil e química. Contudo, essa expansão global não ocorreu sem controvérsias, gerando intensos debates sobre seus impactos ambientais e sociais, especialmente no que tange ao consumo de água, à biodiversidade e ao uso da terra.

## Etimologia e História Taxonômica
O nome do gênero foi cunhado em 1788 pelo botânico francês Charles Louis L'Héritier de Brutelle. O termo Eucalyptus deriva de duas palavras do grego antigo: εὖ (eu), que significa "bem", e καλυπτός (kalyptós), que significa "coberto". A junção "bem coberto" é uma descrição precisa da característica mais distintiva da flor do eucalipto: seus órgãos reprodutivos são protegidos por uma cápsula protetora chamada opérculo ou caliptra. Esta estrutura, formada pela fusão das pétalas e/ou sépalas, desprende-se no momento da floração, revelando um aglomerado de numerosos estames coloridos.
A história taxonômica do gênero é complexa. A primeira espécie coletada por um botânico europeu foi Eucalyptus obliqua, por David Nelson na expedição de James Cook em 1777, que se tornou a espécie-tipo do gênero. Durante o século XIX e XX, o gênero expandiu-se enormemente. Em 1995, um estudo marcante de K.D. Hill e L.A.S. Johnson, baseado em décadas de pesquisa morfológica, elevou os grupos Angophora e Corymbia ao status de gêneros distintos. Embora essa separação seja amplamente aceita, o termo "eucalipto" no uso popular continua a abranger os três gêneros.

## Origem e História Evolutiva
A história do eucalipto é uma saga profundamente entrelaçada com a história geológica e climática da Austrália. Registros fósseis de pólen e macrofósseis sugerem que os ancestrais da família Myrtaceae já estavam presentes no supercontinente Gondwana. A linhagem que deu origem ao Eucalyptus divergiu de seus parentes mais próximos há cerca de 60 a 75 milhões de anos, no final do Cretáceo.
Os fósseis mais antigos inequivocamente identificados como Eucalyptus datam do Eoceno, há cerca de 52 milhões de anos, encontrados na Patagônia, Argentina (Eucalyptus patagonicus), o que evidencia uma distribuição gondwânica mais ampla no passado. Na Austrália, a grande diversificação do gênero parece ter ocorrido muito mais tarde. A progressiva separação da Austrália da Antártica, a formação da Corrente Circumpolar Antártica e a consequente aridificação do continente australiano a partir do Oligoceno e Mioceno criaram as pressões seletivas que moldaram o gênero. A crescente sazonalidade e a frequência de incêndios favoreceram as espécies com adaptações ao fogo (pirofitismo), levando à expansão dos eucaliptos e à retração das florestas tropicais que antes dominavam o continente.

## Morfologia e Biologia

### Porte e Hábito

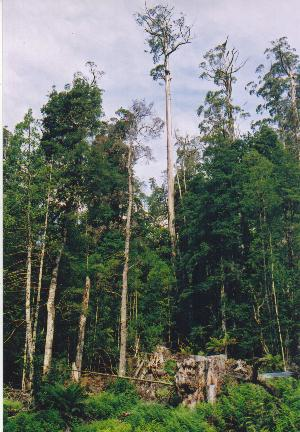
Eucalyptus regnans com mais de 80 metros na Tasmânia. Esta espécie detém o recorde de angiosperma mais alta do mundo.

O gênero exibe uma diversidade de formas de vida impressionante. A maioria são árvores de médio a grande porte (15 a 40 metros). No entanto, inclui também os "mallees", arbustos multi-caules de pequeno a médio porte, e algumas das árvores mais altas do mundo. A espécie Eucalyptus regnans é a angiosperma mais alta do planeta, com espécimes vivos que ultrapassam os 100 metros.

### Folhagem

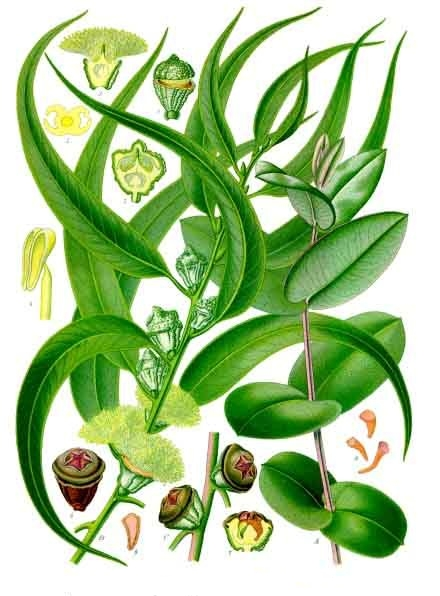
Ilustração botânica de Eucalyptus globulus, mostrando a clara diferença entre as folhas juvenis (ovais, sésseis e opostas) e as adultas (lanceoladas, pecioladas e alternadas).

Uma característica marcante é a heterofilia.
- Folhas juvenis: Geralmente são opostas, sésseis e de formato oval a arredondado, frequentemente com coloração azul-acinzentada devido a uma cobertura de cera.
- Folhas adultas: Após alguns anos, a maioria das espécies passa a produzir folhas adultas, que são alternadas, pecioladas e de formato lanceolado a falciforme. Elas tipicamente pendem verticalmente, uma adaptação para minimizar a exposição solar direta e otimizar a fotossíntese em condições de alta luminosidade.

### Flores, Frutos e Sementes
As flores não possuem pétalas vistosas; a função de polinização é desempenhada pelos numerosos estames. O fruto é uma cápsula lenhosa ("gumnut"). Quando amadurece e seca, válvulas em sua extremidade se abrem para liberar as sementes finas e numerosas.

### Tipos de Casca

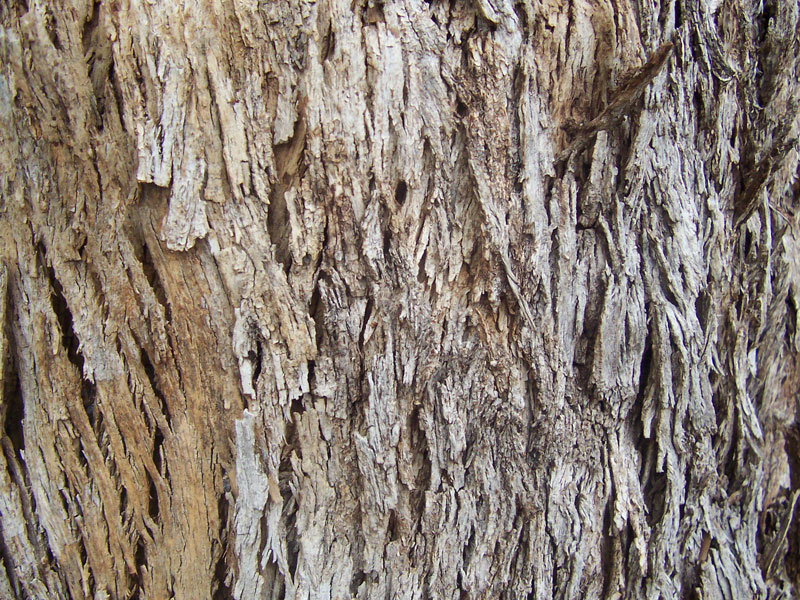
Casca espessa, fibrosa e protetora de um "stringybark", adaptada para resistir ao fogo.

A aparência da casca é uma característica fundamental na identificação de campo. Os principais tipos são:
- Lisa (Gum): A casca se desprende anualmente, revelando uma nova superfície lisa e frequentemente colorida.
- Fibrosa (Stringybark): Casca espessa e fibrosa, que pode ser arrancada em longas mechas.
- Dura e Sulcada (Ironbark): Casca muito dura, espessa, profundamente sulcada e impregnada com kino.
- Tesselada (Box): Casca persistente com fibras curtas, formando um padrão de pequenos quadrados ou retângulos.

### Kino e outras Exudações
Muitas espécies de eucalipto, quando feridas, exsudam uma seiva rica em polifenóis, principalmente taninos, que seca e endurece formando uma substância resinosa, vítrea e de cor vermelho-escura conhecida como kino ou "goma". O kino não é uma resina verdadeira (pois não contém óleos essenciais), mas um exsudato aquoso que funciona como um poderoso agente de defesa, selando feridas contra a entrada de patógenos, especialmente fungos, e atuando como um dissuasor para insetos perfuradores de madeira devido à sua alta adstringência. Esta substância é particularmente abundante nas "ironbarks", contribuindo para a dureza e cor escura de suas cascas.

## Chaves de Identificação e a Prática da Botânica de Campo
A identificação precisa das mais de 700 espécies de Eucalyptus é um dos maiores desafios da botânica australiana. A tarefa é complexa devido não apenas ao grande número de táxons, mas também à variação morfológica dentro de uma mesma espécie (plasticidade fenotípica) e, principalmente, à alta frequência de hibridização natural, que produz indivíduos com características intermediárias. Para navegar nesta complexidade, os botânicos utilizam uma abordagem sistemática baseada em chaves de identificação e na análise de um conjunto específico de caracteres diagnósticos.

### A Metodologia das Chaves Dicotômicas
O método tradicional para identificação é o uso de uma chave dicotômica. Este sistema funciona como um fluxograma, apresentando ao botânico uma série de pares de escolhas excludentes sobre uma característica da planta (ex: "opérculo único" vs. "dois opérculos"; "folhas juvenis com pelos" vs. "folhas juvenis sem pelos"). Cada escolha leva a um novo par de opções, afunilando progressivamente as possibilidades até que reste apenas uma espécie ou um pequeno grupo de espécies. O sucesso no uso de uma chave depende da coleta de um espécime completo, que inclua folhas adultas, folhas juvenis, botões, flores e frutos.

### Os Caracteres-Chave Diagnósticos
A identificação confiável de um eucalipto raramente depende de uma única característica, mas sim da combinação de várias. Os caracteres mais importantes, frequentemente usados em sequência nas chaves, são:
1. Estrutura do Opérculo: A primeira e mais fundamental divisão. A presença de um único opérculo (formado pela fusão de pétalas e sépalas) define o subgênero Eucalyptus (Monocalyptus), enquanto a presença de dois opérculos (um interno, de pétalas; e um externo, de sépalas, que cai cedo no desenvolvimento) caracteriza o grande subgênero Symphyomyrtus.
2. Morfologia da Semente: A cor, o formato, a textura da superfície, a presença ou ausência de uma "asa" e a posição do hilo (a cicatriz da semente) são caracteres muito estáveis e cruciais para a identificação em nível de série ou espécie.
3. Folhas Juvenis: O formato (arredondado, oval, lanceolado), a disposição no caule (oposta, alternada), a presença de pecíolo (peciolada vs. séssil) e a presença de cera (glaucidade) ou pelos são extremamente diagnósticos, pois tendem a ser menos variáveis que as folhas adultas.
4. Inflorescência e Botões: A estrutura da inflorescência (simples ou composta) e o número de flores por umbela (geralmente 3, 7, 11 ou mais) são usados para separar grandes grupos. O formato do botão e do opérculo também é um diferenciador importante.
5. Tipo de Casca: Embora seja a característica mais óbvia em campo, pode ser enganosa devido à idade da árvore ou a incêndios recentes. No entanto, distinguir entre os grandes tipos (lisa, fibrosa, dura, etc.) é um passo essencial na identificação inicial.

### Ferramentas Modernas e o Desafio da Hibridização
Atualmente, a ferramenta mais poderosa e utilizada por especialistas é o EUCLID (Eucalypts of Australia), uma chave de identificação digital interativa mantida pelo Centre for Australian National Biodiversity Research. Ela permite que o usuário insira as características que consegue observar em qualquer ordem, e o sistema filtra as espécies possíveis, mostrando imagens e mapas de distribuição para auxiliar na confirmação.
Mesmo com essas ferramentas, os híbridos continuam sendo um desafio. Indivíduos híbridos podem exibir uma mistura de características de ambas as espécies parentais, não se encaixando perfeitamente em nenhuma categoria da chave. Nesses casos, a identificação definitiva pode exigir a comparação com espécimes de herbário e, em última instância, o uso de marcadores moleculares (DNA) para desvendar a ancestralidade do indivíduo.

## Ecologia e Adaptações Fisiológicas

### Pirofitismo: A Maestria do Fogo
Os eucaliptos são um exemplo clássico de pirofita, plantas que não apenas resistem ao fogo, mas muitas vezes dependem dele para seu ciclo de vida. As adaptações incluem:
- Lignotúber: Estrutura subterrânea que rebrota vigorosamente após a destruição da parte aérea.
- Gemas Epicórmicas: Gemas dormentes sob a casca que permitem a rápida rebrota do tronco e galhos.
- Serotinia: Liberação de sementes estimulada pelo calor, garantindo a germinação em um ambiente pós-fogo favorável.
- Alta Inflamabilidade: A produção de óleos voláteis e a grande quantidade de serrapilheira seca não são apenas uma consequência, mas uma estratégia competitiva: ao promover incêndios, os eucaliptos eliminam competidores menos adaptados ao fogo.[14]

### Fisiologia da Tolerância ao Estresse
A sobrevivência em solos pobres e climas áridos da Austrália exigiu adaptações fisiológicas sofisticadas:
- Eficiência Hídrica: Os eucaliptos exibem um controle estomático extremamente apurado. Em condições de seca, os estômatos se fecham rapidamente para minimizar a perda de água, e a orientação vertical das folhas reduz a carga de calor. No entanto, o sistema de transporte de água (xilema) opera sob alta tensão, tornando-os vulneráveis à cavitação (formação de bolhas de ar) durante secas severas, o que pode levar à morte de galhos ou da árvore inteira.[15]
- Nutrição em Solos Pobres: Prosperam em solos notoriamente deficientes em fósforo e nitrogênio. Isso é possível graças a uma alta eficiência no uso de nutrientes, uma capacidade de retranslocação interna de nutrientes das folhas velhas para as novas, e, crucialmente, a formação de associações simbióticas com micorrizas. Esses fungos expandem enormemente a área de absorção das raízes, auxiliando na captação de nutrientes pouco móveis como o fósforo.[16]

### Interações Químicas e Defesa
Além dos óleos essenciais, os eucaliptos produzem um arsenal de outros compostos de defesa. Entre os mais potentes estão os compostos de floroglucinol formilado (FPCs). Esses metabólitos secundários, presentes nas folhas de muitas espécies do subgênero Symphyomyrtus, são extremamente eficazes em deter a herbivoria por mamíferos, incluindo o coala. A presença e a concentração de FPCs podem determinar quais espécies de eucalipto um coala pode ou não consumir, atuando como um fator chave na especialização alimentar deste marsupial.

## Eucaliptos, Balanço de Carbono e Mudanças Climáticas
A relação entre o gênero Eucalyptus e as mudanças climáticas é multifacetada. Por um lado, as plantações de rápido crescimento são vistas como uma ferramenta importante para o sequestro de carbono; por outro, as populações naturais e as próprias plantações enfrentam novas vulnerabilidades em um clima em mutação.

### Sequestro de Carbono e o Balanço de Emissões
As plantações de eucalipto estão entre os ecossistemas terrestres com as mais altas taxas de fixação de dióxido de carbono (CO₂) por unidade de área e tempo. Uma plantação jovem e produtiva pode sequestrar de 20 a 40 toneladas de CO₂ por hectare por ano, convertendo-o em biomassa. Este serviço ecossistêmico é um componente chave em estratégias de mitigação climática e em mercados de carbono.
No entanto, o balanço líquido de carbono é complexo e depende do ciclo de vida da plantação e do uso final da madeira:
- Rotações Curtas vs. Estoque de Longo Prazo: Enquanto a taxa de sequestro é alta, as rotações curtas (6-7 anos) para celulose ou energia significam que o carbono é rapidamente liberado de volta para a atmosfera quando o papel se decompõe ou a madeira é queimada. Em contraste, florestas nativas maduras, embora com uma taxa de sequestro mais lenta, mantêm um estoque de carbono muito maior e mais estável por séculos no solo e na biomassa viva.[19]
- Carbono em Produtos de Madeira (HWP): Quando a madeira de eucalipto é usada em produtos de longa duração, como vigas estruturais, pisos ou móveis, o carbono permanece estocado por décadas ou mais, contribuindo para um balanço de carbono mais favorável.

### Impactos Fisiológicos do Aumento de CO₂
O aumento da concentração de CO₂ na atmosfera pode, teoricamente, beneficiar o crescimento do eucalipto através do "efeito de fertilização por CO₂", que aumenta a eficiência da fotossíntese. Experimentos de grande escala, como o EucFACE (Eucalyptus Free-Air CO₂ Enrichment) na Austrália, investigam esse fenômeno em condições de campo. Os resultados iniciais mostram que, embora o CO₂ elevado possa aumentar a fotossíntese, o ganho real em crescimento de biomassa é frequentemente limitado por outros fatores, principalmente a disponibilidade de nutrientes (especialmente fósforo) no solo. Isso significa que, sem um aumento correspondente na disponibilidade de nutrientes, as árvores podem não ser capazes de aproveitar plenamente o CO₂ extra para crescer mais rápido a longo prazo.

### Vulnerabilidade e Melhoramento para Resiliência Climática
As mudanças climáticas representam uma ameaça significativa tanto para as populações naturais quanto para as comerciais de eucalipto. O aumento da frequência e intensidade de secas, ondas de calor e incêndios pode exceder os limiares de tolerância fisiológica das espécies. Eventos de mortalidade em massa de eucaliptos já foram observados na Austrália após secas extremas, e modelos preveem que a distribuição geográfica de muitas espécies pode ser drasticamente alterada neste século.
Diante deste cenário, a resiliência climática tornou-se um dos principais objetivos do melhoramento genético do eucalipto. Pesquisadores e empresas florestais estão ativamente engajados em:
- Seleção de Clones Tolerantes à Seca: Identificar e propagar indivíduos que demonstram maior eficiência no uso da água e que conseguem manter a produtividade sob déficit hídrico.
- Genômica para Resiliência: Utilizar a seleção genômica ampla (GWS) para identificar marcadores de DNA associados a características de tolerância ao estresse (hídrico e térmico). Isso permite selecionar os melhores indivíduos para programas de melhoramento de forma muito mais rápida e precisa, criando "florestas inteligentes para o clima" (climate-smart forests).

## Genômica e Hibridização
O genoma do Eucalyptus grandis foi o primeiro do gênero a ser completamente sequenciado, em 2014. A análise revelou um grande número de genes envolvidos na produção de metabólitos secundários (óleos e polifenóis), confirmando a importância da defesa química em sua evolução.
Uma característica notável do gênero é a baixa barreira reprodutiva entre espécies, mesmo entre as que não são parentes próximos. Isso resulta em uma hibridização natural frequente, criando "enxames híbridos" que tornam a identificação de espécies um desafio taxonômico. No entanto, essa mesma característica é uma ferramenta poderosa para o melhoramento genético. A hibridização controlada (ex: E. grandis × E. urophylla, o "urograndis") é a base da silvicultura clonal moderna, permitindo a combinação de características desejáveis como rápido crescimento, resistência a doenças e qualidade da madeira.

## Fitossanidade e Manejo Integrado de Pragas e Doenças
A domesticação e o cultivo do eucalipto em extensas monoculturas, especialmente fora de seu ambiente nativo, criaram um cenário ecologicamente favorável à proliferação de doenças e pragas que podem causar perdas econômicas significativas. A sustentabilidade da silvicultura moderna depende, portanto, de um profundo conhecimento fitossanitário e da aplicação de estratégias de manejo integrado.

### Principais Doenças Fúngicas
Agentes fúngicos são os patógenos de maior impacto na eucaliptocultura. As condições de alta umidade e temperatura em regiões tropicais, como o Brasil, favorecem seu desenvolvimento.
- Ferrugem do Eucalipto (Austropuccinia psidii): Considerada uma das doenças mais graves para as Myrtaceae em todo o mundo, a ferrugem ataca folhas jovens, brotos e ramos, causando deformações, superbrotamento e, em casos severos, a morte da planta. O controle é feito principalmente pelo uso de clones geneticamente resistentes e, em viveiros, por fungicidas.[23]
- Cancro do Eucalipto (Cryphonectria cubensis e Valsa spp.): Esta doença causa lesões (cancros) no tronco e nos galhos, que podem crescer e anelar a casca, interrompendo o fluxo de seiva e levando à quebra da árvore pelo vento ou à sua morte. A principal forma de manejo é a seleção de espécies e clones resistentes adaptados a regiões quentes e úmidas, onde o patógeno é mais agressivo.[24]
- Manchas Foliares (Cylindrocladium spp. e outros): Um complexo de fungos que causam manchas necróticas nas folhas, resultando em desfolha precoce e intensa. A perda de área foliar reduz a capacidade fotossintética e, consequentemente, o crescimento da árvore. O controle se baseia em práticas silviculturais que reduzam a umidade no dossel e no uso de material genético resistente.

### Insetos-Praga de Impacto Econômico
A globalização do eucalipto também levou à introdução acidental de insetos-praga de origem australiana em outros continentes.
- Psilídeo-de-concha (Glycaspis brimblecombei): Este pequeno inseto sugador se aloja nas folhas e constrói uma "concha" de cera para se proteger. Infestações severas causam o amarelecimento e a queda das folhas. Seu controle no Brasil é um caso de sucesso de controle biológico, com a introdução da vespa parasitoide Psyllaephagus bliteus.[25]
- Besouro-do-eucalipto (Gonipterus platensis): Tanto as larvas quanto os adultos deste besouro se alimentam das folhas, podendo causar desfolha completa em ataques intensos. O controle biológico com a vespa parasitoide de ovos Anaphes nitens é a principal estratégia de manejo.
- Formigas-cortadeiras (Atta spp. e Acromyrmex spp.): Nativas das Américas, são consideradas a praga mais importante durante a implantação dos povoamentos. Elas cortam as folhas das mudas recém-plantadas para cultivar o fungo do qual se alimentam, podendo destruir um plantio inteiro em pouco tempo. O controle envolve a localização e eliminação dos formigueiros, geralmente com iscas granuladas tóxicas.

### O Paradigma do Manejo Integrado (MIP)
A abordagem moderna para a proteção florestal é o Manejo Integrado de Pragas e Doenças (MIP), uma filosofia que combina múltiplas táticas de controle para manter as populações de pragas e a incidência de doenças abaixo do nível de dano econômico, de forma sustentável. Os pilares do MIP em eucaliptocultura são:
1. Controle Genético: A base de todo o sistema. Consiste no uso prioritário de clones e variedades de eucalipto que possuem resistência genética às principais doenças.
2. Controle Biológico: A introdução, conservação e fomento de inimigos naturais (predadores, parasitoides e patógenos) para controlar as populações de insetos-praga.
3. Monitoramento Constante: Inspeções de campo regulares e uso de armadilhas para detectar o aumento populacional de pragas ou o surgimento de sintomas de doenças, permitindo ações de controle antes que os danos se tornem severos.
4. Controle Químico Criterioso: O uso de pesticidas é considerado a última opção, aplicado de forma seletiva apenas quando o monitoramento indica que os outros métodos não foram suficientes para evitar perdas econômicas, minimizando o impacto no meio ambiente e nos inimigos naturais.

## Silvicultura Industrial e Usos Econômicos

### Silvicultura Clonal e Melhoramento Genético

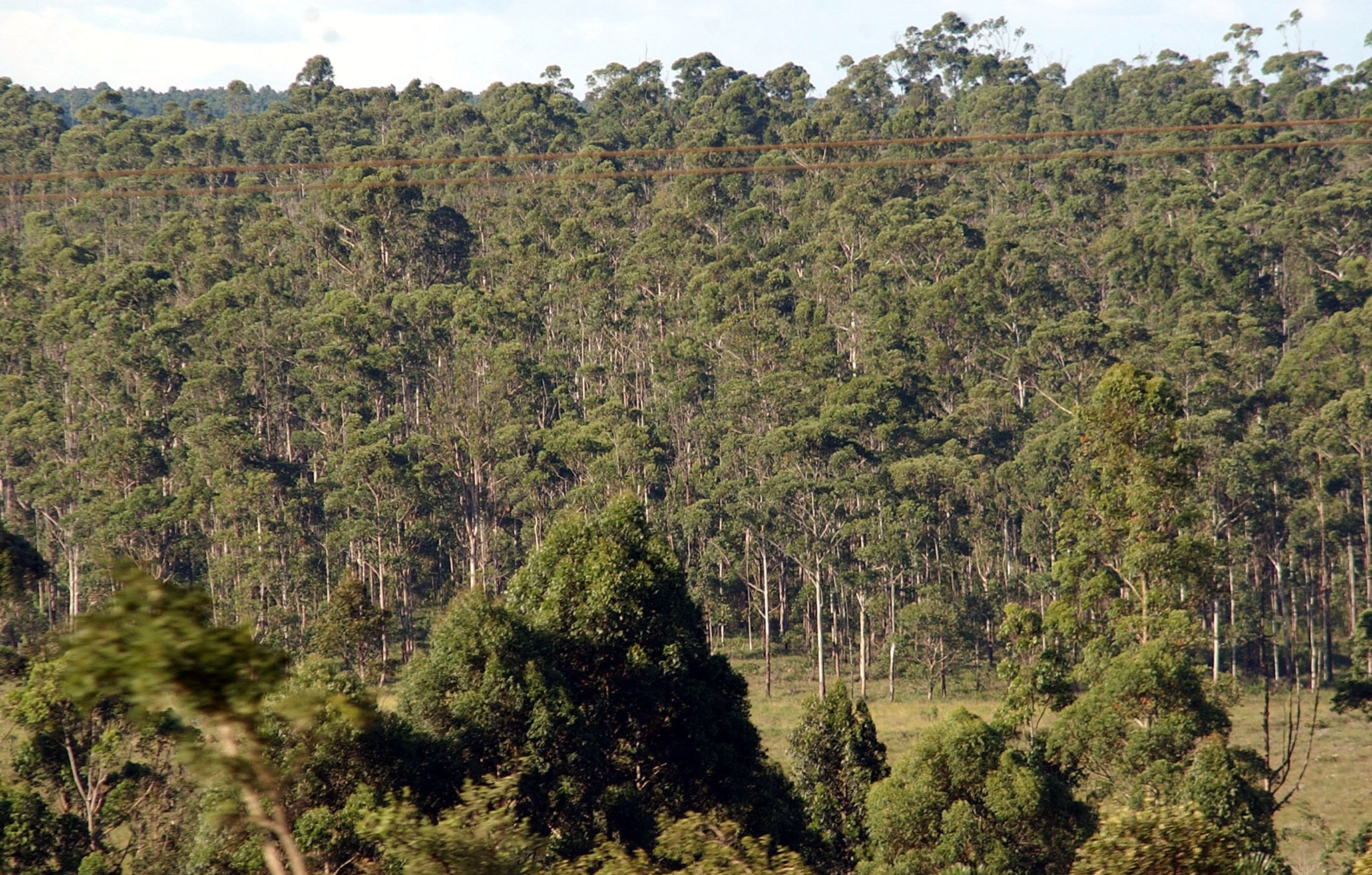
Plantação ("reflorestamento") de eucaliptos no Brasil para produção de celulose, baseada em clones de alta produtividade.

O salto de produtividade do eucalipto no Brasil e em outros países foi impulsionado pela silvicultura clonal. O processo envolve:
1. Hibridização controlada de árvores-elite com características superiores.
2. Seleção dos melhores indivíduos ("campeões") dentre os descendentes.
3. Multiplicação vegetativa em massa desses indivíduos por meio de técnicas de estaquia ou micropropagação.
Isso garante a formação de plantações geneticamente uniformes (clones) com produtividade, qualidade da madeira e resistência a doenças previsíveis e extremamente altas, um modelo industrial de produção de fibra de madeira.

### Aplicações Principais
- Celulose e Papel: A principal aplicação global, com o Brasil sendo um dos maiores produtores mundiais de celulose de eucalipto.
- Madeira e Energia: Usado para construção, móveis, postes e, crucialmente, como carvão vegetal para a indústria siderúrgica (siderurgia "verde") e biomassa para geração de eletricidade.
- Óleos Essenciais: Base para indústrias farmacêuticas (cineol), de fragrâncias (citronelal) e química (piperitona).
- Mel: Flores de eucalipto produzem méis com sabores e cores distintos, dependendo da espécie.

### O Eucalipto na Biorrefinaria e a Economia Circular
A visão de futuro para o uso do eucalipto está centrada no conceito de biorrefinaria, uma instalação industrial que integra processos e tecnologias para converter biomassa em um espectro de produtos de alto valor, de forma análoga a uma refinaria de petróleo. O objetivo é o aproveitamento integral da madeira, alinhado aos princípios da economia circular, onde o "resíduo" de um processo se torna a matéria-prima para outro. Neste modelo, o eucalipto deixa de ser apenas uma fonte de fibra para se tornar uma plataforma para bioquímicos, biomateriais e bioenergia.
- Valorização da Lignina: A lignina é o polímero que "cola" as fibras de celulose, correspondendo a 15-30% da massa da madeira. No processo papeleiro tradicional, ela é separada e queimada no licor negro para gerar energia. Nas biorrefinarias, a lignina purificada é vista como uma matéria-prima valiosa e renovável para produzir:
  - Químicos Aromáticos: Como a vanilina (aroma de baunilha), fenol e benzeno, substituindo precursores petroquímicos.[28]
  - Materiais Avançados: Como bioplásticos, resinas, adesivos e, de forma mais avançada, fibra de carbono de baixo custo para uso em compósitos na indústria automotiva.

- Aproveitamento das Hemiceluloses: As hemiceluloses são polissacarídeos que, diferentemente da celulose, são compostos por vários tipos de açúcares (como a xilose). Elas podem ser extraídas e fermentadas para produzir:
  - Etanol de Segunda Geração: Um biocombustível avançado que não compete com a produção de alimentos, pois utiliza a parte não-celulósica da madeira.
  - Xilitol: Um adoçante de baixo teor calórico amplamente utilizado na indústria alimentícia e farmacêutica.

- Nanocelulose: O Material do Futuro: A própria celulose do eucalipto pode ser processada para criar a nanocelulose, um nanomaterial com propriedades excepcionais: é mais forte que o aço em relação ao seu peso, transparente, leve e biodegradável. Suas aplicações potenciais são revolucionárias e incluem:
  - Eletrônicos Flexíveis: Substratos transparentes e condutores para telas e sensores dobráveis.
  - Compósitos de Alta Performance: Reforço para plásticos e cimentos, tornando-os mais leves e resistentes.
  - Aplicações Biomédicas: Substratos para regeneração de tecidos (engenharia de tecidos), carreadores para liberação controlada de fármacos e componentes para filtros de água de alta eficiência.[29]

O desenvolvimento dessas tecnologias está transformando o eucalipto de uma commodity tradicional em uma matéria-prima estratégica para a transição para uma economia de base biológica e de baixo carbono.

### Ciência e Tecnologia da Madeira de Eucalipto
Além de seu uso como fibra de celulose, a madeira sólida de eucalipto é um material de engenharia complexo, cujo desempenho depende de um profundo entendimento de sua anatomia, propriedades físico-mecânicas e das tecnologias de processamento.

#### Anatomia Microscópica da Madeira
A madeira de eucalipto é classificada como uma folhosa (angiosperma) e sua estrutura microscópica é composta por diferentes tipos de células que determinam suas propriedades:
- Fibras: São as células mais abundantes, longas e de paredes espessas, responsáveis pela sustentação mecânica da árvore e pela resistência da madeira. O comprimento e a espessura da parede das fibras variam entre espécies e são cruciais para a produção de celulose (fibras mais longas e de parede fina são preferíveis).
- Vasos (ou Poros): São tubos formados por células sobrepostas que conduzem a seiva bruta da raiz até as folhas. Em eucaliptos, eles geralmente têm uma distribuição difusa no lenho. O diâmetro e a frequência dos vasos afetam a densidade e a trabalhabilidade da madeira.
- Parênquima Radial e Axial: Células de armazenamento de nutrientes que formam os raios (visíveis em cortes transversais) e que circundam os vasos.

A presença de tilose (crescimentos celulares que obstruem os vasos do cerne) em algumas espécies de eucalipto torna a madeira mais impermeável e durável, mas também dificulta processos de secagem e tratamento preservativo.

#### Propriedades Físico-Mecânicas
As propriedades da madeira de eucalipto variam significativamente entre as espécies, sendo algumas leves e moderadamente resistentes, enquanto outras estão entre as mais densas e duras do mundo. A tabela abaixo compara algumas espécies-chave:
| Espécie                  | Densidade Aparente (kg/m³ a 12% umidade) | Módulo de Elasticidade (MOE) Rigidez (GPa) | Módulo de Ruptura (MOR) Resistência à Flexão (MPa) | Dureza Janka Resistência à Penetração (N) |
| ------------------------ | ---------------------------------------- | ------------------------------------------ | -------------------------------------------------- | ----------------------------------------- |
| Eucalyptus grandis       | 650 - 750                                | 12.5                                       | 110                                                | 6,630                                     |
| Eucalyptus globulus      | 750 - 850                                | 14.8                                       | 125                                                | 8,990                                     |
| Corymbia citriodora      | 900 - 1010                               | 17.5                                       | 150                                                | 11,250                                    |
| Eucalyptus camaldulensis | 850 - 950                                | 15.2                                       | 135                                                | 9,600                                     |

#### Tecnologia de Secagem e Tratamento
A madeira de eucalipto é conhecida por apresentar altas tensões de crescimento, o que pode causar defeitos severos como rachaduras e empenamentos durante a secagem. Além disso, algumas espécies são suscetíveis ao colapso celular, um defeito onde as células se achatam irregularmente devido à rápida remoção da água livre, resultando em uma contração excessiva e deformação da peça. Para contornar esses desafios, são necessárias tecnologias avançadas:
- Programas de Secagem em Estufa (Kiln Drying): A secagem industrial é feita em estufas computadorizadas que seguem programas lentos e suaves, com controle preciso de temperatura e umidade relativa, para aliviar as tensões internas e minimizar os defeitos.
- Tratamento de Recondicionamento: Para reverter o colapso celular, a madeira pode ser submetida a um tratamento com vapor a alta temperatura ao final da secagem, que restaura a forma original das células.
- Tratamento Preservativo: Para uso em condições de alta umidade ou em contato com o solo, a madeira de eucalipto (especialmente o alburno, que é menos durável) é impregnada com soluções preservativas como CCA (Arseniato de Cobre Cromatado) ou CCB (Borato de Cobre Cromatado) em autoclaves sob vácuo e pressão, garantindo proteção contra fungos e insetos por décadas.

#### Produtos de Madeira de Engenharia (EWP)
A crescente demanda por materiais de construção sustentáveis e de alta performance impulsionou o uso do eucalipto em Produtos de Madeira de Engenharia (Engineered Wood Products):
- Madeira Laminada Colada (MLC ou Glulam): Peças estruturais de grandes dimensões (vigas, colunas, arcos) são fabricadas pela colagem de lâminas de madeira de eucalipto de menor dimensão. O processo permite a criação de peças com geometria complexa e resistência superior à da madeira maciça.
- Madeira Microlaminada (LVL - Laminated Veneer Lumber): Painéis e vigas produzidos pela colagem de finas lâminas de madeira (desenroladas do tronco) com as fibras orientadas na mesma direção. O LVL de eucalipto é um material extremamente resistente e estável, usado em aplicações estruturais exigentes.[33]

## Debates Ecológicos, Sociais e Econômicos

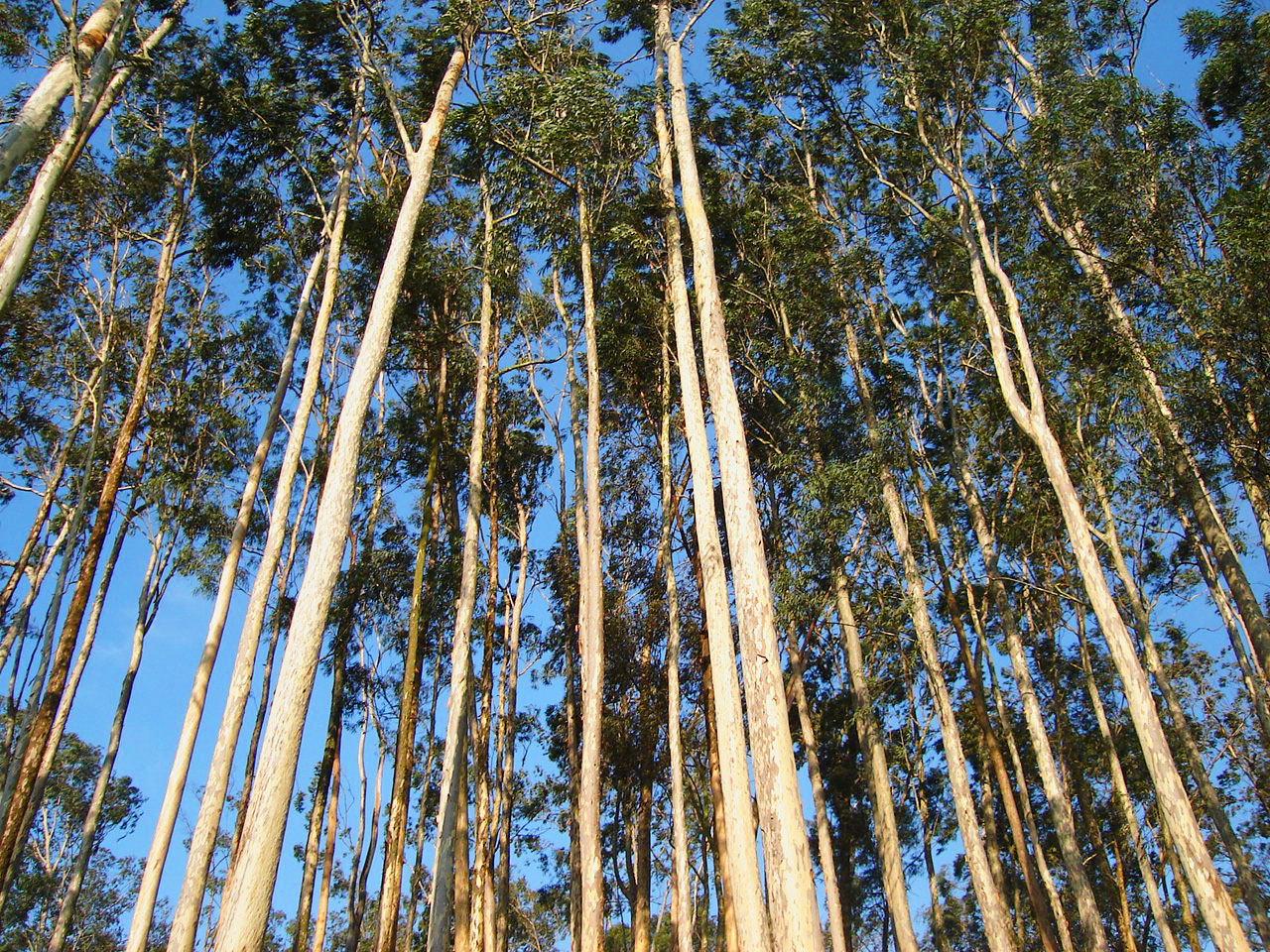
Aspecto de um povoamento florestal denso e homogêneo de eucalipto, centro de debates ecológicos.

A expansão da monocultura de eucalipto em larga escala é um dos temas mais polêmicos da gestão ambiental moderna.
- Impactos sobre a Biodiversidade: Plantações de monocultura são ecossistemas simplificados que suportam uma biodiversidade muito inferior à das florestas nativas. A falta de um sub-bosque diversificado e a homogeneidade estrutural levam ao termo crítico "desertos verdes".[34]
- Recursos Hídricos: O alto consumo de água por plantações de rápido crescimento é um ponto central de conflito, especialmente em bacias hidrográficas com múltiplos usuários e em regiões com estresse hídrico. O manejo da paisagem e o plantio em áreas ecologicamente adequadas são cruciais para mitigar esse impacto.[35]
- Incêndios Florestais: A inflamabilidade dos eucaliptais é uma grande preocupação em Portugal, Chile, Califórnia e na própria Austrália, exigindo estratégias de manejo de fogo sofisticadas.

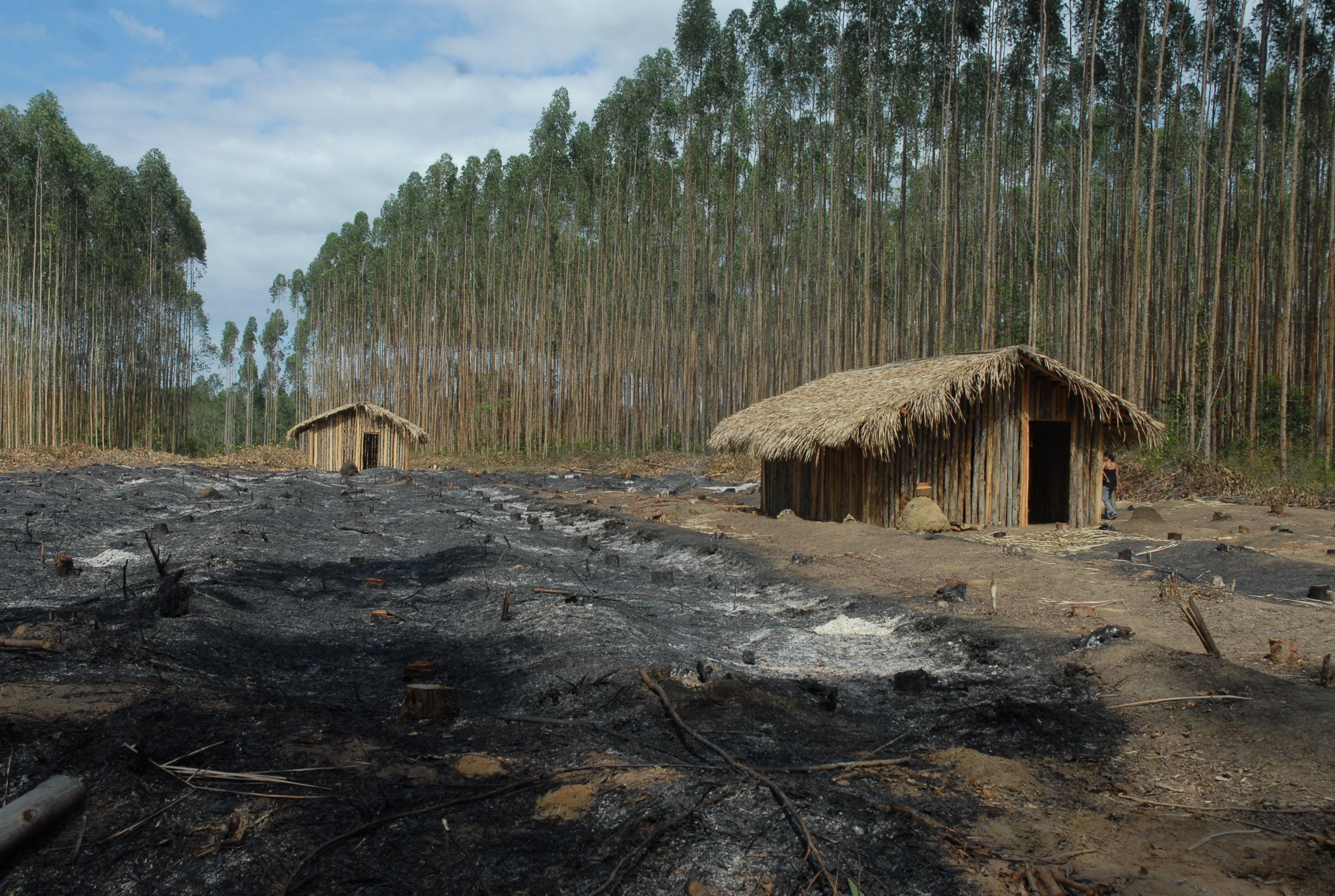
Terra indígena brasileira invadida por uma monocultura, ilustrando o conflito pelo uso da terra.

- Conflitos Sociais e Uso da Terra: Terra indígena brasileira invadida por uma monocultura, ilustrando o conflito pelo uso da terra. A expansão da eucaliptocultura frequentemente compete por terras com a produção de alimentos e com territórios de comunidades tradicionais, indígenas e quilombolas, gerando tensões sociais e econômicas.[34]

## Marco Regulatório e Certificação Florestal
A expansão global das plantações de eucalipto e os debates socioambientais associados levaram ao desenvolvimento de complexos sistemas de governança, que incluem tanto a legislação governamental compulsória quanto mecanismos voluntários de mercado, como a certificação florestal.

### Legislação Nacional e Licenciamento Ambiental
Em países com grande área de plantio, como o Brasil, a atividade é regulada por uma estrita legislação ambiental. O Código Florestal Brasileiro (Lei nº 12.651/2012), por exemplo, exige que mesmo as propriedades rurais com monoculturas mantenham intactas as Áreas de Preservação Permanente (APPs), como matas ciliares ao longo de rios, e conservem uma porção da propriedade como Reserva Legal, preferencialmente com vegetação nativa. Além disso, grandes empreendimentos florestais devem passar por um processo de licenciamento ambiental, que envolve a elaboração de estudos de impacto ambiental (EIA/RIMA) para avaliar e propor medidas de mitigação e compensação para os possíveis danos.

### Certificação Florestal como Ferramenta de Mercado
Para responder às pressões de consumidores e ONGs, especialmente nos mercados europeu e norte-americano, a indústria florestal adotou amplamente a certificação por selos de manejo florestal responsável. Estes selos são voluntários e atestam que a produção segue um conjunto de boas práticas. Os dois principais sistemas globais são:
- FSC (Forest Stewardship Council – Conselho de Manejo Florestal): Fundado em 1993, é considerado o sistema com os critérios mais rigorosos. Sua certificação é baseada no cumprimento de 10 princípios que equilibram três pilares:
  - Ambiental: Proteção da biodiversidade, dos recursos hídricos, do solo e de ecossistemas de alto valor de conservação.
  - Social: Respeito aos direitos dos trabalhadores, das comunidades locais e dos povos indígenas, exigindo consulta e o consentimento livre, prévio e informado.
  - Econômico: Viabilidade econômica das operações, garantindo que o manejo florestal seja sustentável a longo prazo.[37]

- PEFC (Programme for the Endorsement of Forest Certification – Programa para o Reconhecimento da Certificação Florestal): Criado em 1999, funciona como um sistema de reconhecimento mútuo, endossando padrões de certificação nacionais que atendam aos seus requisitos de sustentabilidade. No Brasil, o programa nacional reconhecido pelo PEFC é o Cerflor (Programa Brasileiro de Certificação Florestal).

Para as grandes empresas de celulose e madeira, a certificação não é apenas uma ferramenta de marketing, mas uma licença social e comercial para operar, sendo frequentemente uma exigência para a obtenção de financiamentos e para a venda de produtos a grandes compradores internacionais.

### Desafios e Limitações da Certificação
Apesar de seu papel positivo na melhoria das práticas de manejo, os sistemas de certificação não estão isentos de críticas. Alguns acadêmicos e ONGs apontam que a certificação pode, em alguns casos, servir como greenwashing (lavagem verde), legitimando o modelo de monocultura em larga escala em vez de questioná-lo fundamentalmente. Os debates incluem a qualidade e a independência das auditorias, a efetiva proteção da biodiversidade em paisagens fragmentadas pela monocultura e a complexidade de garantir que os direitos das comunidades locais sejam plenamente respeitados na prática.

## Eucaliptos na Cultura
Na Austrália, o eucalipto é um ícone cultural onipresente. As "coolibah trees", referidas na canção Waltzing Matilda, são eucaliptos. A árvore é um tema central na obra de pintores da Heidelberg School, como Arthur Streeton e Tom Roberts, que definiram a representação artística da paisagem australiana. A sua imagem evoca a resiliência e a identidade do "bush" australiano.